# نویی-ل-دیژن
نویی-ل-دیژن (به فرانسوی: Neuilly-lès-Dijon) یک کمون قدیمی در فرانسه با جمعیت ۱٬۹۲۰ نفر است که در دپارتمان کوت دور در شرق فرانسه واقع شده‌است. این کمون در ۲۸ فوریه ۲۰۱۹ با کمون کریملوا ادغام شد و نام جدید نویی- کریمولوا را به خود گرفت